# Isak Banke
Jens Isak Samuel Banke (* 25. März 1863 in Eqi; † 19. Juni 1932 ebenda) war ein grönländischer Landesrat.

## Leben
Isak Banke war der Sohn von Jørgen Andreas Christopher Banke (1837–?) und seiner Frau Rebekka Regine Abelone (1840–?). Am 20. Juni 1886 heiratete er Mithe Louise Maria Kristine Johnsen. Isak Banke war Jäger und zugleich als Leser an seinem Heimatwohnplatz tätig. 1916 saß er für Peter Zeeb im nordgrönländischen Landesrat. Er starb 1932 im Alter von 69 Jahren in Eqi.